# Improvisation théâtrale

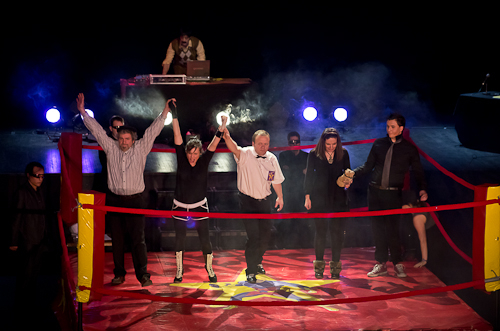
Catch d'improvisation théâtrale à Tours.

Pour les articles homonymes, voir Improvisation.
 (avril 2015).
Si vous disposez d'ouvrages ou d'articles de référence ou si vous connaissez des sites web de qualité traitant du thème abordé ici, merci de compléter l'article en donnant les références utiles à sa vérifiabilité et en les liant à la section « Notes et références ».
L'improvisation théâtrale est le lieu du théâtre contemporain où, durant la représentation, l’acteur ou l'actrice est à la fois dramaturge, metteur en scène ou metteuse en scène, scénographe et acteur ou actrice. L'improvisateur ou l'improvisatrice joue devant un public sans texte prédéfini et sans mise en scène préalable. L'improvisation, plus communément appelée « impro » dans le milieu, fait appel aux différentes techniques de l'art dramatique mais aussi au chant et à la danse, et permet de développer la créativité, l'écoute et l'échange chez le comédien ou la comédienne. Le théâtre d'improvisation est une technique de jeu dramatique utilisant l'improvisation théâtrale, soit le jeu non-préparé devant un public.

## Définition
L'improvisation est un élément important de la formation de l'acteur, employée dans la plupart des cours d'art dramatique. Elle peut être utilisée par les acteurs et les actrices pendant les répétitions d'une pièce de théâtre, ou pendant la recherche sur la construction psychologique de leurs personnages.

## De l'improvisation à l'improvisation théâtrale
L'improvisation peut également constituer le principe fondamental d'un spectacle, comme pour la commedia dell'arte, les spectacles d'improvisation (Match d'improvisation, Café-théâtre d'improvisation, Catch impro…) et souvent le théâtre de rue. Elle devient alors un enseignement à part entière, avec des techniques particulières, c'est ce que l'on appelle communément l'improvisation théâtrale.

## Spectacle d'improvisation
Le spectacle d'improvisation est une création théâtrale sans texte préécrit, sans répétitions de la part des comédiens et comédiennes (ce qui n'exclut pas un travail régulier lors d’entraînements pour affûter son corps et son esprit). Dans certains spectacles, les comédiens et comédiennes sont amenés à réaliser une improvisation sous plusieurs critères : une thématique, un genre théâtral, en équipe ou seul dans l'arène…
Ce genre existe depuis des siècles puisque les tragédies grecques elles-mêmes n'avaient qu'une trame d'histoire et des personnages, les textes joués étant alors improvisés par chaque troupe qui les jouait (tradition orale de la transmission qui forcément induit une part de liberté dans le jeu) puis on la retrouve dans la commedia dell'arte où, là aussi, seules les histoires existent ainsi que les personnages mais pas les textes en tant que tels.
L'improvisation en tant que technique théâtrale mais surtout en tant que spectacle est de plus en plus répandue. Elle tend à être considérée comme une discipline à part entière. En Belgique, elle est reconnue en 2022 comme art à part entière par le décret art de la scène.
Ses formes vont du spectacle humoristique au support intellectualisé d'ateliers de développement personnel en passant par le drame, ou le spectacle engagé… 
En 2016 le film Don't think twice (Place à l'impro) de l'étatsunien Mike Birbiglia rend hommage à la discipline en relatant l'évolution d'une troupe tiraillée entre amateurisme et professionnalisme, puis Netflix inaugure en 2020 la  catégorie dans son offre en diffusant des spectacles du duo newyorkais Middleditch et Schwartz.

### L'improvisation d'aujourd'hui
Lors de ces spectacles généralement interactifs, un thème (un lieu, un mot, un contexte, une anecdote personnelle, un débat d'idée entre les spectateurs et spectatrices…) est souvent proposé aux comédiens et comédiennes (par le public ou par un tiers). Ces derniers et dernières improvisent alors ensemble pendant une durée variant de quelques secondes à plus d'une heure en construisant une histoire, des personnages, des décors à partir de ce thème de départ.
L'objectif pour les comédiens improvisateurs et comédiennes improvisatrices est de jouer ensemble en intégrant positivement chaque idée proposée par ses partenaires. Ceci par le biais de différentes règles de jeu qui sont celles du théâtre en général mais dans l'instant et, généralement, sans période de réflexion.
Une ou plusieurs improvisations peuvent s'enchaîner pour créer un spectacle complet.
Le 24 juin 2022, l'improvisation théâtrale fait son entrée à la Comédie Française avec la finale du trophée d'impro Culture et Diversité[Passage à internationaliser].

### Vers une improvisation plus libre
Il existe plusieurs formules de base pour les spectacles d'improvisation: la plus connue dans le monde francophone est le match d'improvisation inventée à Montréal. Dans les pays anglophones, c'est plutôt le format Theatresports. Mais de nombreux autres formats ont vu le jour depuis et la discipline s'est largement enrichie avec des centaines de formes de spectacles improvisés.

#### Le match d'improvisation et ses formes dérivées
Le match d'improvisation théâtrale a été créé en 1977 au Québec, via le Théâtre Expérimental de Montréal, par Robert Gravel, qui avec plusieurs comédiens et amis posa les règles du match d'improvisation. Le format de compétition fut décrié par les comédiens mais applaudi par le public. Bien accueilli, de nombreuses écoles (primaires et Lycées) ont leurs propres équipes et des championnats sont alors créés. Dans le reste de la francophonie mais pas uniquement, le format s'est alors répandu.
De nombreuses ligues ont joué le match et de ce format ont développé (en s'éloignant plus ou moins du format original) des formes de spectacles nouvelles.

### Café-théâtre et théâtres dédiés
L'improvisation théâtrale ne se limite pas seulement au « match d'impro ». Dès les années 1990, des improvisateurs francophones commencèrent à chercher dans d'autres directions pour créer d'autres formats de spectacles, s'inspirant ainsi, parfois sans le savoir, des recherches anglophones.
De nombreux théâtres et café théâtres proposent aujourd'hui des spectacles improvisés dans leur programmation, la discipline s'étant popularisée.
À Lyon a même été créé le premier théâtre de France consacré à l'improvisation. Ouvert en octobre 2014, l'Improvidence propose tous les jours des spectacles improvisés de tous types ainsi que des formations à l’improvisation théâtrale. De même, à Bruxelles, le Théâtre l'Improviste a ouvert ses portes en 2018 et est le premier théâtre de Belgique consacré à l'improvisation sous toutes ses formes. En 2018 également a ouvert l'improvi'bar a Paris, un bar avec salle de spectacle consacré à l'improvisation qui privilégie Les rencontres et expérimentations, et utilisée principalement pour la pratique amateure.
A l'inverse du match d'impro, de nombreux spectacles d'improvisation ne sont pas basés sur la compétition ou un quelconque modèle sportif. Quelques exemples :

#### L'impro à propos ou impro engagée
L'une des approches innovantes les plus récentes est l'improvisation comme art vecteur de changement social. De véritables créations d'improvisation, utilisant des techniques de théâtre, de la mise-en-scène et une scénographie avancées, émergent depuis 2016 à travers des compagnies professionnelles françaises et belges (Vilaines, La compagnie qui pétille, Appoggiature…) offrant des spectacles improvisés engagés traitant de sujets de société. En décembre 2022, un Guide de l'impro engagée est publié par La compagnie qui pétille.

#### Le Deus ex Machina
En 2000, des comédiens québécois provenant de ligues d'Impro de Montréal et de Saint-Hyacinthe ont ramené, dans leurs bagages, une nouvelle forme de spectacle d'improvisation : le Deus ex Machina.
L'idée est simple : jouer, à partir de deux mots tirés au hasard par le public, deux improvisations différentes de 45 minutes chacune. Pour faciliter l'exercice, un présentateur en coulisse peut à tout moment intervenir dans l'histoire, la stopper ou lui donner une autre direction en donnant des indications aux comédiens présents sur scène : faire, en quelque sorte, de la mise en scène en direct…
La première mouture française de ce spectacle a été présentée à Rennes avec une équipe franco-québécoise, sans musicien ni régisseur lumière, avec quelques accessoires et un livre de poche pour tirer un mot au hasard.

#### Le Catch-Impro
La compagnie Inédit Théâtre à Strasbourg a créé en 1999 un des concepts le plus joué aujourd'hui en France[réf. souhaitée] : le catch-impro. Le catch-impro a franchi les frontières de l’hexagone pour s’envoler en Suisse, en Belgique et au Québec.
Le déroulement du spectacle : après une entrée tonitruante et spectaculaire des 2 duos de catcheurs, l’arbitre est maître du jeu. À partir des sujets écrits par les spectateurs, il imposera ses contraintes aux catcheurs et ne leur laissera aucun répit en passant d’une catégorie de jeu à une autre radicalement différente (chanson, personnages multiples ou langues étrangères ne sont que quelques exemples de l’imagination débordante de l’arbitre).

#### Le théâtre de rue
Le théâtre de rue fait aussi appel à l'improvisation de par la nature changeante, interactive, de la relation avec le public et l'environnement. Le concept même du théâtre de rue est basé dessus. Tout spectacle de rue doit un jour où l'autre faire face à des modifications du jeu, malgré une écriture en amont, afin de gérer les imprévus liés à la spécificité de la rue (bruits, interruptions, membres du public intervenant dans le jeu des comédiens). Il existe néanmoins dans la plupart des cas un scénario initial, on pourrait donc rapprocher cette pratique de la commedia dell'arte ou des lazzi.

#### Soundpainting
L'improvisation théâtrale est une des disciplines utilisées dans le soundpainting, langage gestuel de création artistique en temps réel, souvent associée à la musique et la danse.
L'Atelier/cours d'Improvisations théâtrales
Pour citer l'animateur et médiateur théâtre Christophe Nançoz : « L'atelier d'improvisations théâtrales est un lieu d'expérimentation, un laboratoire. C'est un lieu, un espace consacré à la fabrication, à l'élaboration et à la création ». L'atelier se distingue du match d'improvisation en ce sens que les participants sont à la fois spectateur et à la fois improvisateur. Il n'y a pas de représentations face à un public extérieur.

#### Autres
Des compagnies professionnelles mélangent avec le théâtre, la musique, la danse, la vidéo, la peinture, pour des résultats surprenants et originaux, toujours en improvisation totale.

### L'improvisation amateur et professionnelle
Depuis plusieurs années, des dizaines de ligues ou d'association d'improvisation se créent partout et pour tous (écoles, MJC, Collèges, Lycées et Associations). Elles ont toutes pour but de diffuser auprès du grand public, les techniques de l'improvisation dans le cadre d'ateliers et aussi d'organiser des spectacles. Il y règne généralement une bonne ambiance et un esprit de groupe, le plaisir étant un des moteurs du théâtre d'improvisation.
En France et en Belgique notamment, depuis les années 1990, plusieurs compagnies professionnelles d'improvisation ont été créées par des comédiens issus d'anciennes ligues amateurs. Ces compagnies d'improvisation sont souvent innovantes et proposent leurs services aux entreprises pour l'animation de leurs événements. En 2000, les ligues professionnelles françaises pratiquant uniquement le match d'improvisation ont créé un réseau intitulé « LIF PRO ».
En 2018, Paris accueille la conférence mondiale de l'improvisation appliquée[réf. souhaitée] (AIN : Applied Improvisation Network).
En 2021, en Belgique, est créée l'Union d'Improvisation Théâtrale fédérant les compagnies d'improvisation professionnelles belges.
En Suisse, l'improvisation théâtrale est aussi pratiquée, surtout en Suisse romande.

## Les préceptes
Keith Johnstone a travaillé sur les méthodes d'apprentissage de l'improvisation théâtrale. Les préceptes de Johnstone sont les suivants : 
- Raconte une histoire.
- N’essaie pas d’être bon ni intelligent.
- N’en fais pas trop.
- Sois efficace et l’auditoire te percevra comme excellent.
- Prends des risques et n’aie pas peur de tomber en panne d’inspiration.
- Les principes de l’improvisation sont l’exact contraire de ceux que l’on apprend dans la vie.
- La crainte de l’inconnu nous fait faire les plus grossières erreurs. L’analyse de ces erreurs nous permet de progresser.

Pourtant, Johnstone comme Tournier dans son livre Manuel d’improvisation théâtrale ont défini des principes qui régissent le comportement de l’improvisateur : accepter, écouter, percuter, animer, construire, jouer le jeu, se préparer au jeu, innover, s’amuser, oser.

## Autres utilisations des techniques d'improvisation
Les techniques d'improvisation, et plus particulièrement le jeu dramatique sert dans la pratique de la psychomotricité lors de la mise en place de groupe thérapeutique.
Le psychodrame utilise également certains aspects de l'improvisation théâtrale dans un but thérapeutique.
Les techniques d'improvisation théâtrale développées par des comédiens pratiquant principalement cette discipline, sont utilisées de plus en plus fréquemment par l'entreprise, pour la formation des salariés, dans le cadre du développement personnel pour favoriser la communication, la cohésion d'équipe, la confiance en soi sans oublier la créativité. De nombreuses applications pédagogiques de l'improvisation existent, notamment à l'école, et sont reconnues par l'éducation nationale ainsi que des chercheurs et formateurs. Récemment, des recherches scientifiques sur l'improvisation théâtrale ont permis de mettre en évidence l'impact positif de la pratique de l'impro sur la créativité ou les compétences narratives.
Le brésilien Augusto Boal a développé en ce sens (et également de manière plus politique et sociale) nombre de techniques à l'intérieur de ce qu'il appelle Le théâtre de l'opprimé (comme le théâtre forum).
Nombre de standuppers prétendent avec plus ou moins de bonne foi et de talent accomplir de l'improvisation, en arrangeant l'ordre de leurs sketches (Kheiron) ou en comblant et colorant leur spectacle au gré d'interactions avec le public (objet exclusif des reels de Redouane Bougheraba).